# ANC-Sprengstoffe
ANC- oder ANO-Sprengstoffe sind handhabungssichere, preiswerte Gesteinssprengstoffe. ANC-Sprengstoffe sind Gemische aus dem Oxidationsmittel Ammoniumnitrat und Reduktionsmitteln wie Mineral- oder Dieselöl. Das Akronym ANC bzw. ANO ist von Ammoniumnitrat und C für Kohlenstoff-Verbindung bzw. Organische Substanz abgeleitet. Der englische Oberbegriff für diese Sprengstoffe lautet ANFO (englisch Ammonium Nitrate Fuel Oil).
ANC-Sprengstoffe werden hauptsächlich im Bergbau und in der Steingewinnung eingesetzt. Sie können nur mit einem Detonator zur Explosion gebracht werden.

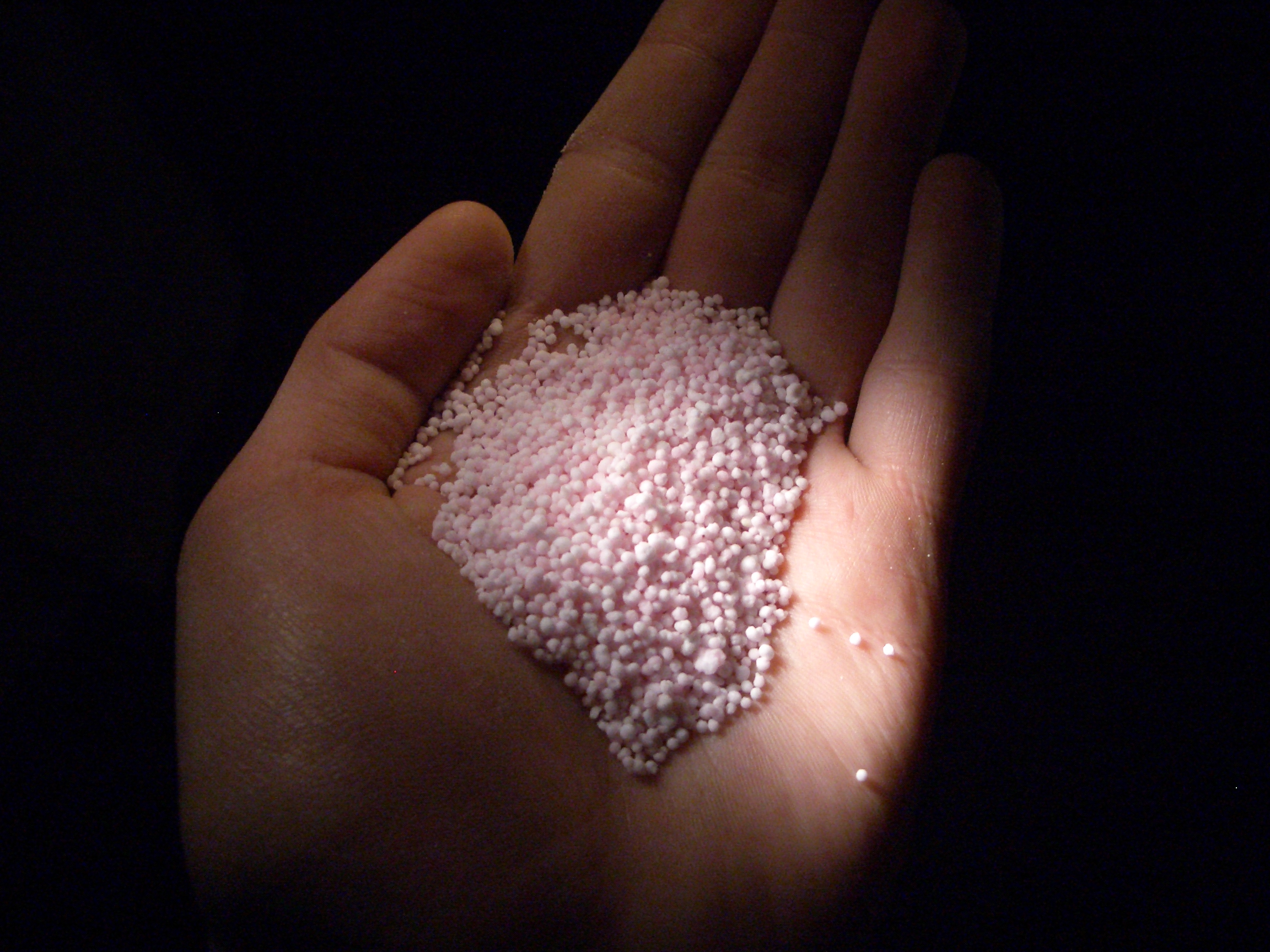
ANC, benutzt in einem Kalibergwerk

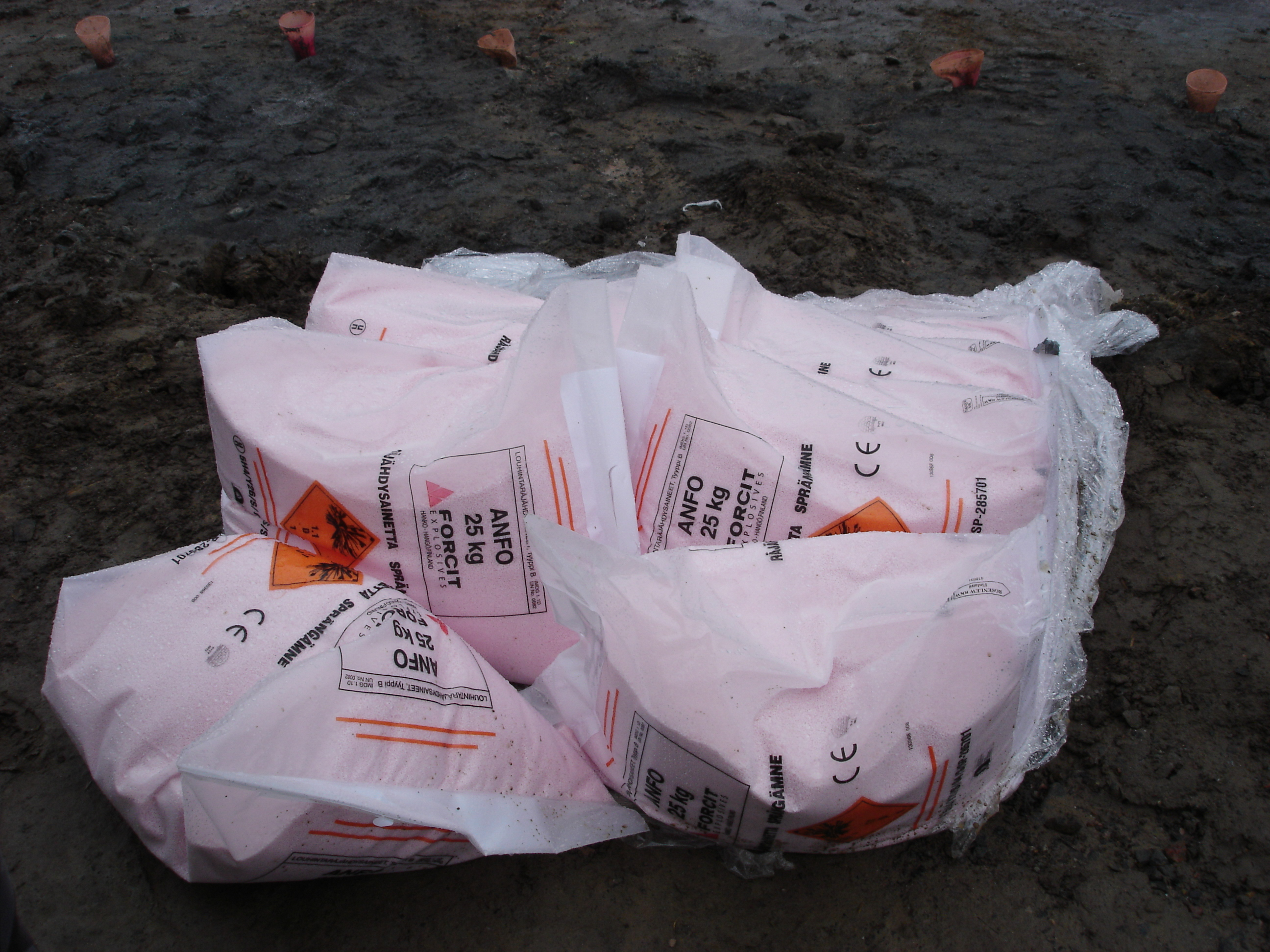
ANFO in 25-kg-Säcken

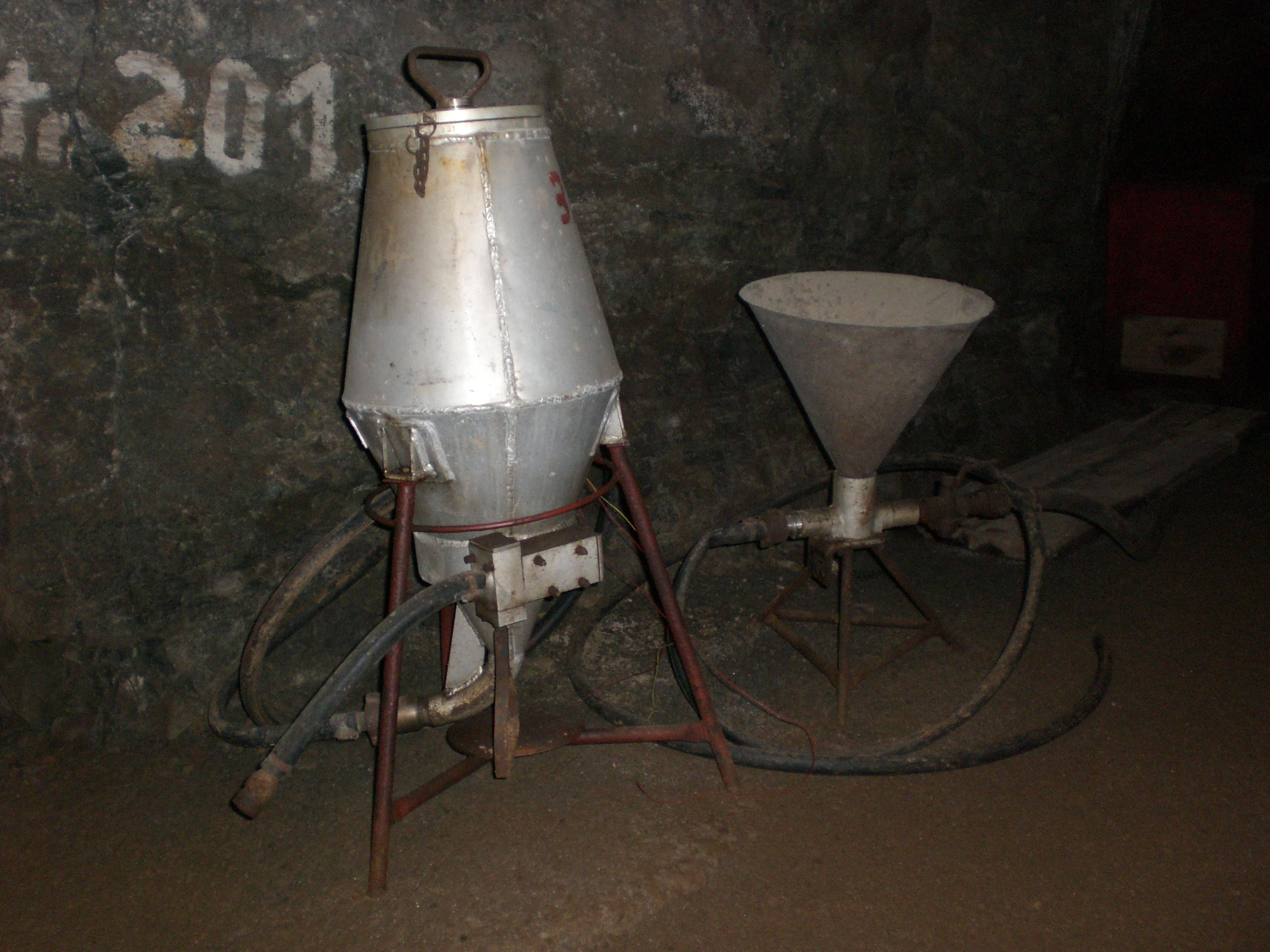
2 verschiedene Sprengstoffladegeräte der SDAG Wismut

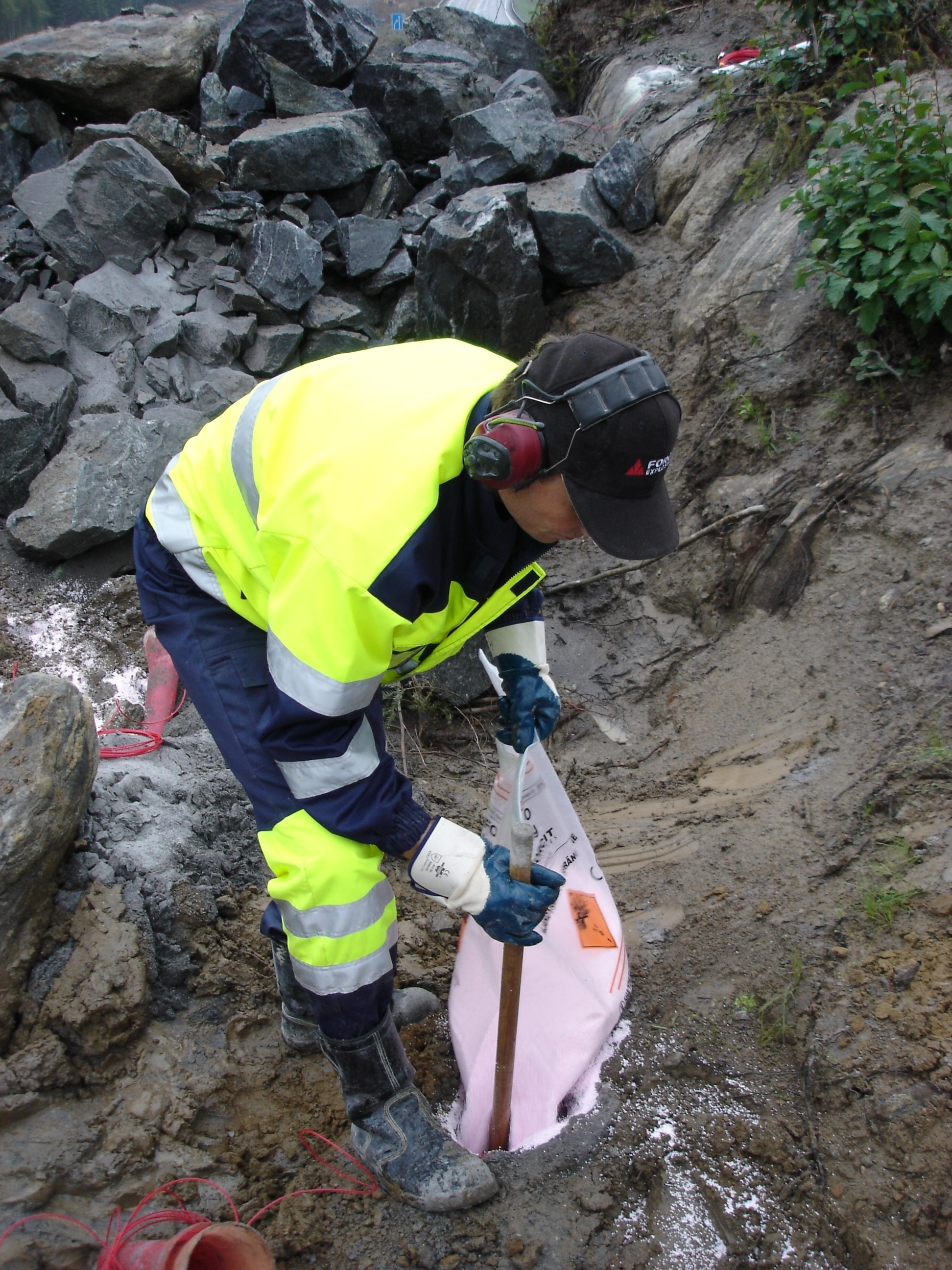
Laden eines übertägigen Großbohrloches

## Zusammensetzung
Typische ANC-Sprengstoffe bestehen aus 94,5 % Ammoniumnitrat und 5,5 % Heizöl. Zur Wirkungsverstärkung kann Aluminiumpulver, als Katalysator Mangandioxid (Braunstein) oder Eisen(III)-oxid (Eisenrot) zugesetzt werden. Als Kohlenstoffträger dienen feste Stoffe wie Kohlepulver oder Holzmehl oder flüssige Stoffe auf Mineralölbasis.

## Eigenschaften
ANC-Sprengstoffe sind wasserlöslich. Das Granulat schwitzt bei Temperaturen um die 30 °C das beigemischte Dieselöl aus und reizt die Haut und Schleimhäute. In reiner Form können ANC-Sprengstoffe ausschließlich in trockenen Bohrlöchern eingesetzt werden. Bei Durchfeuchtung ist eine stabile Detonationsübertragung nicht mehr gewährleistet. Durch Auflösen in Wasser können ANC-Sprengstoffe neutralisiert werden.

## Verwendung
Die Detonationsgeschwindigkeit von ANC-Sprengstoffen beträgt je nach Einschlussbedingung 2500 bis 3500 m/s, die Wärmeentwicklung rund 4000 kJ/kg.
ANC-Sprengstoffe werden durch einen Zünder, eine Verstärkerladung oder eine größere Menge Initialsprengstoff zur Detonation gebracht.

### Laden eines Bohrloches
Kleinkalibrige untertägige Bohrlöcher werden mit speziellen Ladegeräten mit ANO geladen. Diese Geräte basieren auf dem Injektorprinzip. Das gemischte ANO wird in einen Trichter eingefüllt, an dem ein Druckluftschlauch und ein Ladeschlauch befestigt sind. Der Ladeschlauch wird bis ins Bohrlochtiefste eingeführt, und der Druckluftstrom reißt das ANO aus dem Trichter mit sich. Mit zunehmender Füllung wird der Ladeschlauch aus dem Bohrloch zurückgezogen.
Nach demselben Prinzip, nur in größerem Maßstab, funktionieren Ladefahrzeuge, die hauptsächlich im Tunnelbau und Kalibergbau eingesetzt werden.
Vertikale Übertage-Bohrlöcher werden unter Ausnutzung der Schwerkraft geladen.

### Verwendung zu terroristischen Zwecken
Terroristen verwendeten ANC-Sprengstoffe für Anschläge. Allerdings wird die Wirkungskraft kommerziell hergestellter ANC-Sprengstoffe nicht erreicht. Bei den Anschlägen in Norwegen 2011 kam eine Autobombe auf ANC-Basis zum Einsatz.

### Kommerzielle ANC-Sprengstoffe
Handelsnamen für ANC-Sprengstoffe sind z. B. Andex oder Forcit.